# Duncan Campbell (1er lord Campbell)
Pour les articles homonymes, voir Duncan Campbell et Campbell.
Duncan Campbell de Loch Awe (en gaélique: Donnchadh mac Cailein) dit « le Fortuné ou le Chanceux  » († 1453), 1er lord Campbell, est un noble écossais, qui est à l'origine de la puissance de la famille Campbell.

## Origine
Duncan est le fils de Sir Colin Campbell de Loch Awe dit « le Magnifique », chef du Clan Campbell et de sa seconde épouse Margaret Campbell, fille de John Campbell.

## Des alliances avantageuses
Duncan épouse en premières noces Marjory Stewart, une fille du régent d'Écosse Robert Stewart, duc d'Albany, et reçoit le titre de seigneur de Campbell (anglais: 1er lord Campbell). Il succède à son père vers 1410 et parvient lors du retour du roi Jacques Ier d'Écosse à lui faire oublier sa proximité avec la famille de l'ancien régent.
Son épouse étant morte à propos en août 1432, il épouse, vers 1439/1440, Margaret Stewart, fille de John Stewart d'Ardgowan et Blackhall sur la Clyde (Renfrewshire) qui était lui-même un fils naturel du roi Robert III d'Écosse.
Duncan est un bienfaiteur de l'église ; il est le fondateur de la collégiale de Kilmun sur la rive septentrionale du Holy Loch dans le Cowal et donne plusieurs domaines à l'abbaye cistercienne de Saddell dans le Kintyre.
Son fils et héritier Archibald Roy meurt avant lui et il a comme successeur son petit-fils Colin Campbell.
Il semble être mort peu après février 1453.

## Postérité
De sa première union avec Marjory Stewart, Duncan Campbell laisse pour descendance connue :
- Gillespic[1] (Archibald Roy), maître de Campbell (mort vers 1432 et avant mars 1440)[1], épouse Elisabeth Someville, dont :
  - Colin Campbell, succède à son grand-père comme chef du clan, lord of Lochawe et lord Campbel. Il devient 1er comte d'Argyll.

Duncan Campbell a un autre fils, qui est présumé être de sa première union, mais qui pourrait être de sa seconde union :
- Colin[1] († septembre 1475), 1er lord de Glenorchy, primogéniteur de la famille Breadalbane[1].

Avec Margaret Stewart, sa seconde épouse, il a plusieurs enfants dont au moins trois fils :
- Neill[1] Campbell, ancêtre des Campbell de Ellengreig et Ormadale ;
- Duncan[1] Campbell d'Auchinbreck et Kilmichael ;
- Gillespic[1] (Archibald) Campbell, ancêtre des Campbell de Otter.

## Source
- Fitzroy McLean Highlanders Histoire des clans d'Écosse. Éditions Gallimard (Paris 1995)  (ISBN 2724260910)